# ドローバーオルガン
ドローバーオルガン(Drawbar Organ)とは、一般に知られている電気オルガンの名称。電気オルガンについているレバーで音色調節ができ、パイプオルガンと同じ役割を受け持つ9個のフィート管でさまざまな倍音といったオルガンフルートの音色を組み合わせることができる。ドローバーオルガンが含む倍音は、基音+2倍音+4倍音+8倍音+16倍音である。ハモンドオルガン。

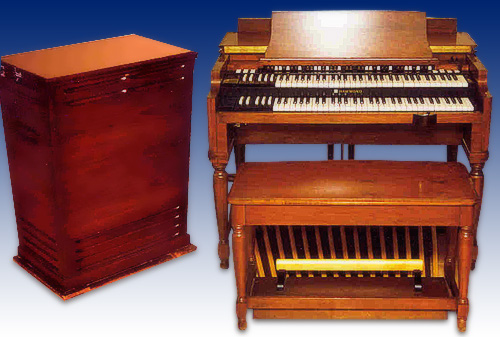
ハモンドB-3とレスリースピーカー